# Opol
Opol é um município de  segunda classe de renda municipal (d) na província Misamis Oriental, nas Filipinas. De acordo com o censo de 1 de maio  de  2020 possui uma população de 66 327 pessoas e 16 210 domicílios.